# Stedelijk Museum Aarschot

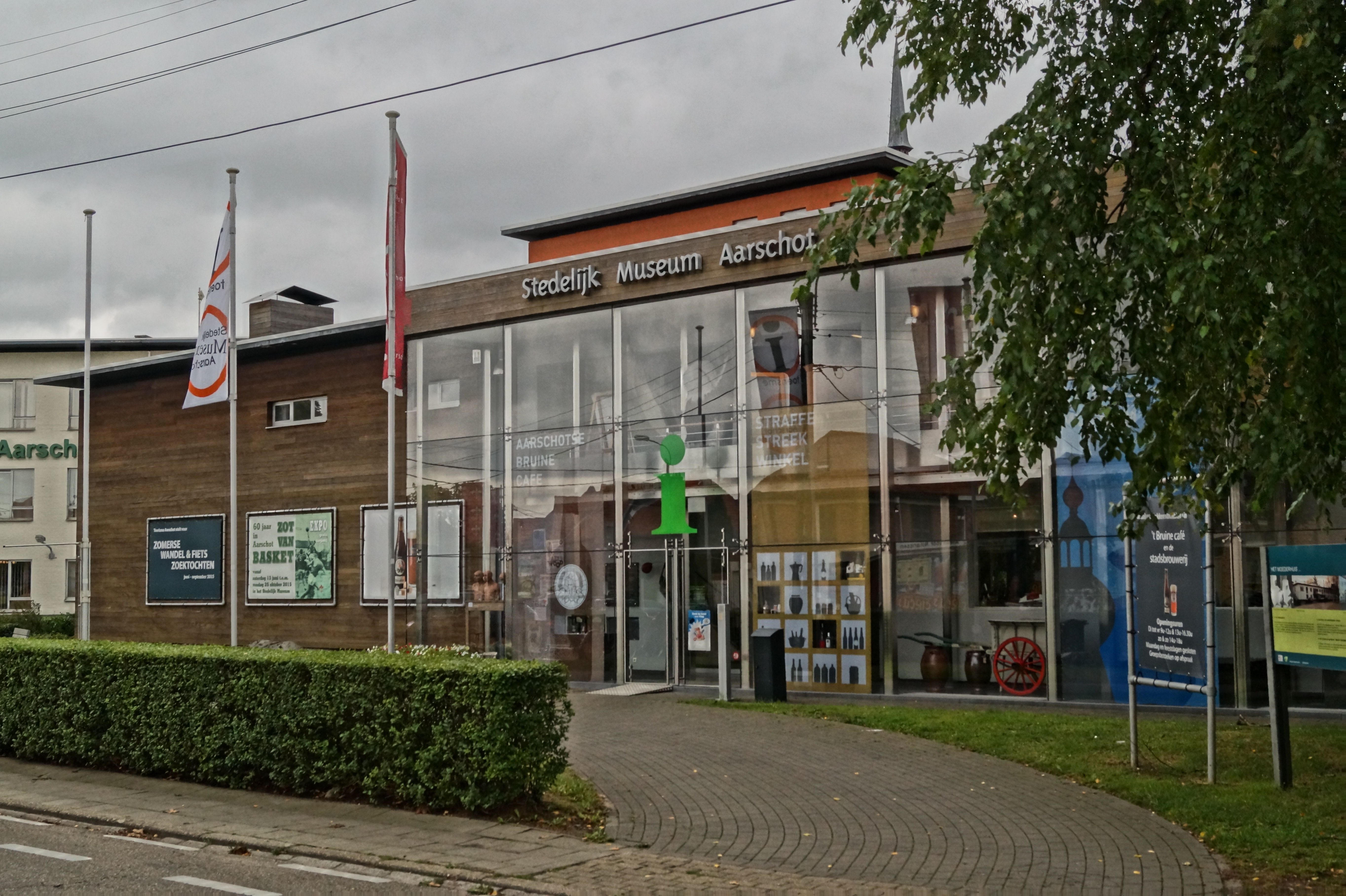
Voorgevel van het museum op de Gasthuissite.

Het Stedelijk Museum Aarschot bevindt zich op de Gasthuissite (Elisabethlaan 103), samen met de andere culturele stadsdiensten. Het toont het verleden van Aarschot en heeft zelf een rijke geschiedenis.

## Geschiedenis van het museum

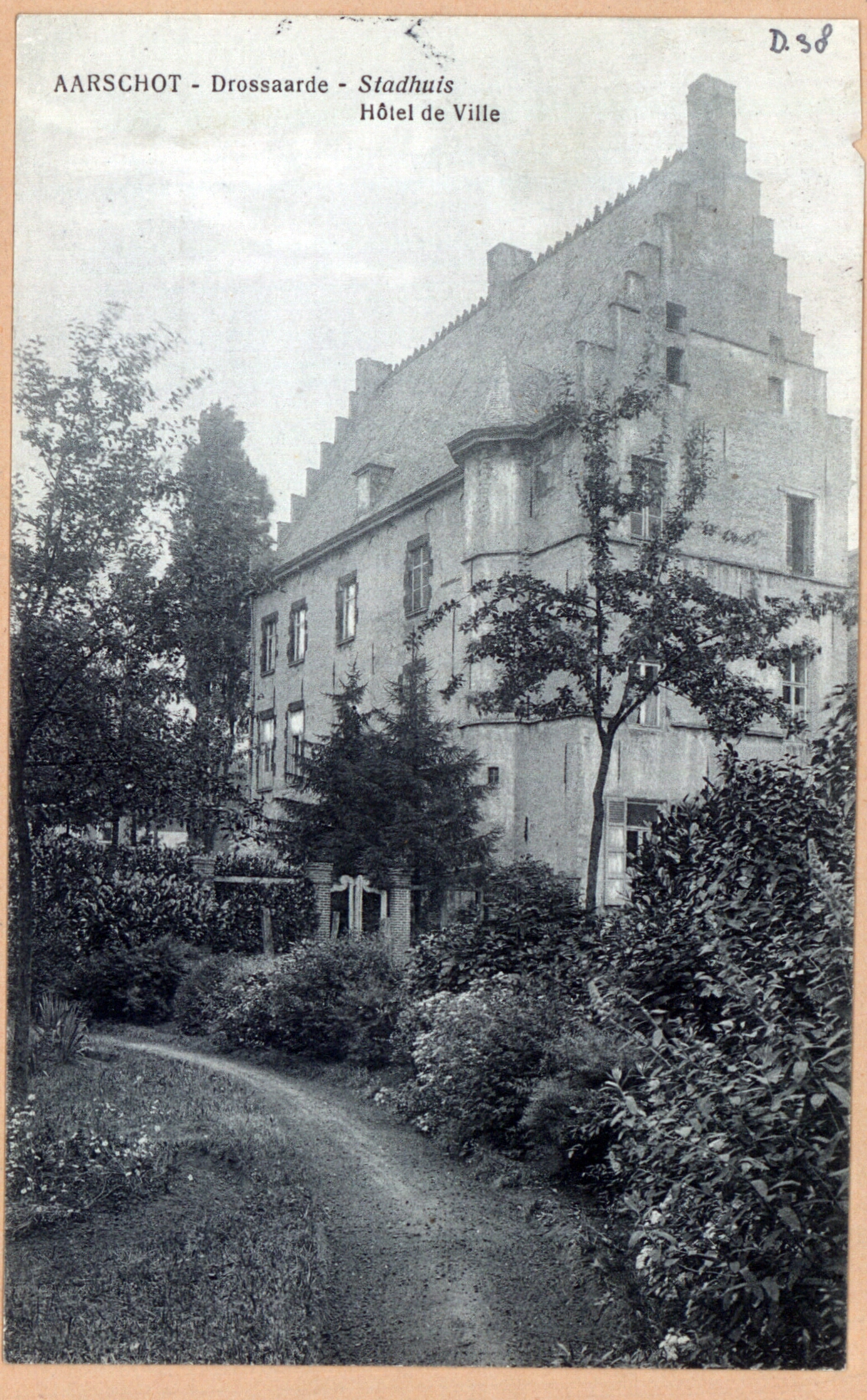
Drossaarde omstreeks 1900

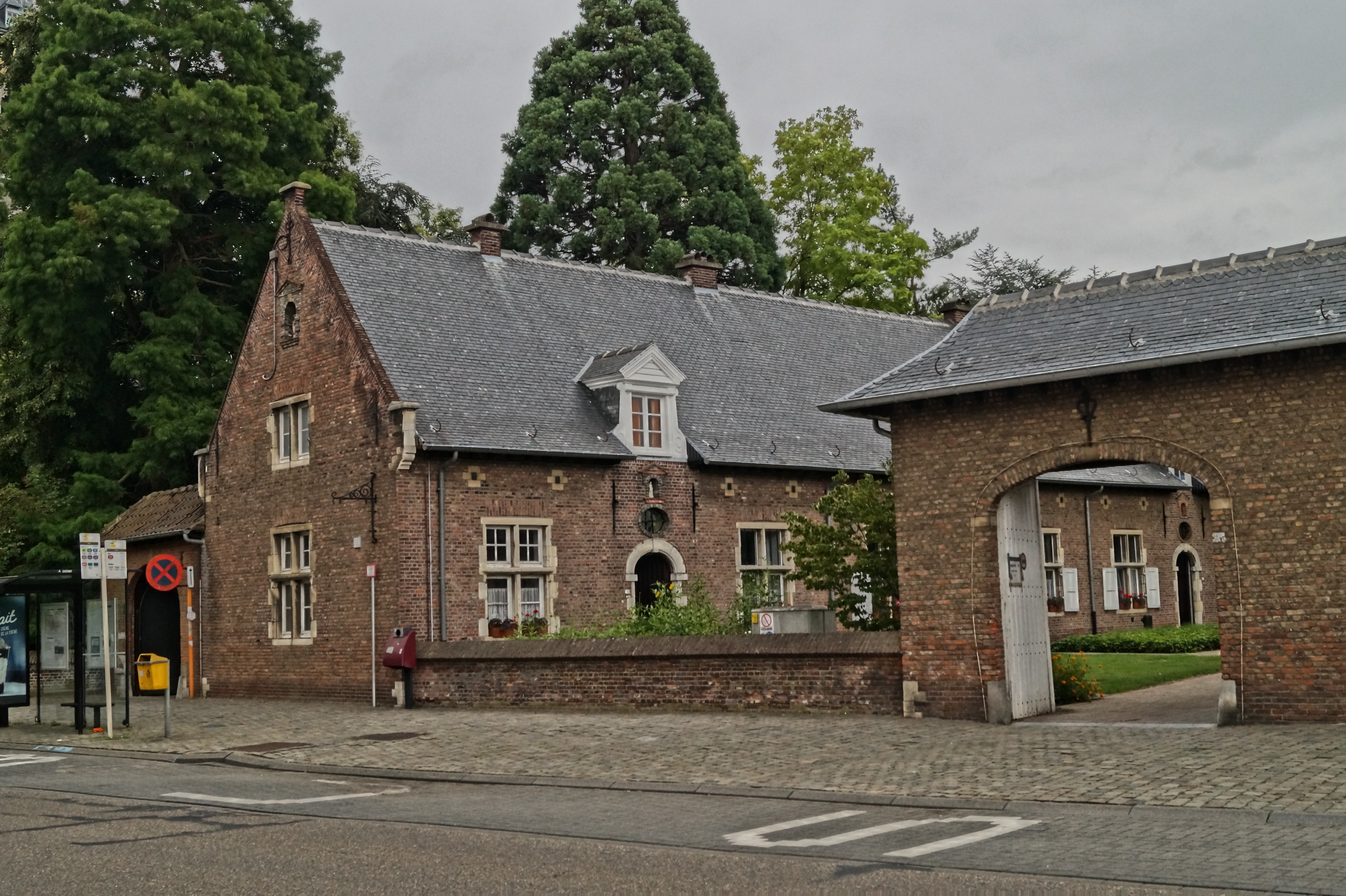
Vroegere locatie van het museum voor heemkunde en folklore, in het begijnhof te Aarschot

De  wortels van het museum zijn te vinden in 1937, toen een collectie heemkunde verzameld werd ter gelegenheid van het 600-jarig bestaan van de Onze-Lieve-Vrouwekerk. Deze collectie kreeg een vaste plaats in het toenmalige stadhuis Drossaarde. In 1939 volgde een officiële inwijding. J. Terweduwe was conservator van het museum. Naar aanleiding van het uitbreken van de Tweede Wereldoorlog, pakte hij in 1940 de collectie in, opdat deze snel zou kunnen verhuisd worden indien nodig. Toen op 10 mei een bom viel die Drossaarde gedeeltelijk vernielde, kon de collectie tijdelijk ondergebracht worden in de kelders van de bank Nagels.
Na de oorlog werd er uitgekeken naar een nieuwe locatie. Deze werd gevonden in het Begijnhof Aarschot. In 1952 werd in de bovenzaal van het convent het museum heropend. In 1954-1955 moest de collectie opnieuw verhuizen, gezien dit gebouw werd afgebroken. De collectie werd ondergebracht op de zolders van het Kapucijnenklooster in het stadspark.
In 1961 kreeg de collectie, die had geleden onder de verhuizingen, een meer permanente plaats op de zolders in het Begijnhof. De beperkte ruimte maakte het moeilijk de collectie overzichtelijk tentoon te stellen. De collectie omvatte een oude drukkerij, een oude herberg met herbergspelen en herinneringen aan de Aarschotse brouwerijen, huisraad, voorwerpen uit de prehistorie en de geschiedenis van Aarschot met aandacht voor de wereldoorlogen, een verzameling omtrent het kerkelijk en godsdienstig leven en een ambachtenafdeling met een schoenmakerij en bakkerij. Gezien de beperkte ruimte en overlast voor de bewoners van het Begijnhof, bleef de vraag naar een meer geschikte locatie. Uiteindelijk kreeg de collectie een vaste stek in het Stedelijk Museum Aarschot op de Gasthuissite.

## Huidige collectie
Het Stedelijk Museum Aarschot heeft een collectie vanaf de prehistorie tot een 50-tal jaren geleden met onderdelen zoals de Aarschotse Bruine-expo, de marktzanger, huisnijverheid, religie, kunstenaars Arthur Meulemans (1884-1966) en Ernest Vanden Panhuysen (1874-1929), de Eerste Wereldoorlog, met de Duitse represailles in Aarschot, en de Tweede Wereldoorlog. Deze bevinden zich op het gelijkvloers. De bovenverdieping is gedeeltelijk ingericht als tentoonstelling over de Demer.
Naast de vaste collectie zijn er tijdelijke tentoonstellingen.

## 't Bruine Café
Het museum heeft een café, 't Bruine Café, met bieren van de stadsbrouwerij (Aarschotse Bruine, Forto en Duc) en andere streekbieren.